# Gliese 667 Cc
Gliese 667Cc (cũng gọi là GJ 667Cc, HR 6426Cc hoặc HD 156384Cc) là một ngoại hành tinh quay quanh vùng có thể sống được của sao lùn đỏ Gliese 667 C, thành viên của hệ thống ba sao Gliese 667, khoảng 23,62 năm ánh sáng (6,8 parsec hay khoảng 217 nghìn tỷ km) trong chòm sao Thiên Yết. Ngoại hành tinh này được tìm thấy bằng cách sử dụng phương pháp vận tốc xuyên tâm, từ các đo đạc vận tốc xuyên tâm thông qua quan sát dịch chuyển Doppler trong quang phổ của ngôi sao chủ của hành tinh.

## Đặc trưng

### Khối lượng, bán kính, nhiệt độ
Gliese 667 Cc là một siêu Trái Đất, một ngoại hành tinh có khối lượng và bán kính lớn hơn Trái Đất, nhưng nhỏ hơn các hành tinh khổng lồ như Sao Thiên Vương và Sao Hải Vương. Nó nặng hơn Trái Đất, với khối lượng khoảng gấp 3,7 khối lượng Trái Đất, đường kính của Gliese 667Cc là 19 623km so với đường kính 12 742km của Trái Đất. Nhiệt độ cân bằng của Gliese 667Cc được ước tính là 277,4 K (4,3 °C; 39,6 °F). Dự kiến nó có bán kính khoảng 1,5 R🜨, phụ thuộc vào thành phần của nó.

### Sao chủ
Hành tinh này quay quanh một sao lùn đỏ (loại M) có tên là Gliese 667 C, với tổng cộng có 2 hành tinh quay quanh đã biết. Ngôi sao này là một phần của hệ sao ba, với Gliese 667 A và B đều đồ sộ hơn so với sao đồng hành nhỏ hơn này. Gilese 667 C có khối lượng 0,31 M☉ và bán kính 0,42 R☉. Nó có nhiệt độ 3.700 K, nhưng tuổi của nó bị ràng buộc lỏng lẻo hơn, ước tính nó hơn 2 tỷ năm tuổi. Để so sánh, Mặt Trời có tuổi là 4,6 tỷ năm và nhiệt độ bề mặt là 5.778 K. Ngôi sao này chỉ tỏa ra 1,4% độ sáng của Mặt Trời từ bầu khí quyển bên ngoài của nó. Nó được biết là có một hệ thống gồm hai hành tinh: các tuyên bố tới nay cho tối đa là bảy hành tinh, nhưng chúng có thể là lỗi do không tính được nhiễu tương quan trong dữ liệu vận tốc xuyên tâm. Vì các sao lùn đỏ phát ra ít tia cực tím, nên các hành tinh có khả năng nhận được lượng bức xạ cực tím tối thiểu.
Gliese 667 Cc là hành tinh được xác nhận thứ hai tính từ Gliese 667 C, quay trên quỹ đạo nằm trong vùng có thể sinh sống được. Từ bề mặt của nó, ngôi sao sẽ có đường kính góc 1,24 độ và dường như gấp 2,3 lần đường kính thị giác của Mặt Trời khi quan sát nó từ bề mặt Trái Đất. Gliese 667 C sẽ có diện tích thị giác 5,4 lần lớn hơn so với Mặt Trời nhưng vẫn chỉ chiếm 0,003 phần trăm bầu trời của Gliese 667 Cc hoặc 0,006 phần trăm của bầu trời có thể nhìn thấy khi nằm ngay trên đỉnh đầu.
Cấp sao biểu kiến của ngôi sao này là 10,25, cho cấp sao tuyệt đối khoảng 11,03. Nó quá mờ để có thể nhìn thấy bằng mắt thường từ Trái Đất, và ngay cả các kính viễn vọng nhỏ hơn cũng không thể dung giải nó trước ánh sáng mạnh hơn từ Gliese 667 A và B.

### Quỹ đạo
Quỹ đạo của Gliese 667Cc có bán trục chính là 0,151 đơn vị thiên văn, làm cho một năm của nó chỉ dài 28,155 ngày Trái Đất. Dựa trên độ sáng nhiệt xạ của ngôi sao chủ của nó, GJ 667 Cc có thể nhận được tới 90% lượng ánh sáng Trái Đất nhận từ Mặt Trời; tuy nhiên, một phần lớn của bức xạ điện từ đó sẽ nằm trong phần hồng ngoại không nhìn thấy của phổ.

## Khả năng sinh sống
Dựa trên tính toán nhiệt độ vật đen, GJ 667 Cc có thể hấp thụ lượng bức xạ điện từ tương tự nhưng tổng thể hơi nhiều hơn một chút so với Trái Đất, làm cho nó hơi ấm hơn (277,4 K; 4,3 °C; 39,6 °F) và do đó đặt nó hơi gần với rìa bên trong "ấm" của vùng có thể sinh sống được so với Trái Đất (254,3 K; 18,8 °C; 1,9 °F). Theo PHL, tính đến tháng 7 năm 2018, Gliese 667 Cc là ngoại hành tinh giống Trái Đất thứ tư nằm trong khu vực có thể sinh sống bảo toàn của ngôi sao chủ của nó.
Ngôi sao chủ của nó là một sao lùn đỏ, với khối lượng bằng một phần ba Mặt Trời. Kết quả là những ngôi sao như Gliese 667 C có khả năng tồn tại tới 100-150 tỷ năm, gấp 10-15 lần so với thời gian tồn tại của Mặt Trời.
Hành tinh có khả năng bị khóa thủy triều, với một bán cầu vĩnh viễn hướng về phía ngôi sao, trong khi bán cầu kia bị che khuất trong bóng tối vĩnh cửu. Tuy nhiên, giữa hai khu vực tương phản cao này, sẽ có một mảnh nhỏ của môi trường có thể sinh sống - được gọi là tuyến phân giới, nơi nhiệt độ có thể phù hợp (khoảng 273 K; 0 °C; 32 °F) để nước lỏng tồn tại. Ngoài ra, một phần lớn hơn của hành tinh có thể sinh sống được nếu như nó hỗ trợ một bầu khí quyển đủ dày để truyền nhiệt sang bán cầu cách xa ngôi sao.
Tuy nhiên, trong một bài báo năm 2015, người ta đã phát hiện ra rằng Gliese 667 Cc chịu sấy nóng thủy triều cao gấp 300 lần Trái Đất. Điều này một phần là do quỹ đạo lệch tâm nhỏ của nó xung quanh ngôi sao chủ. Do đó, cơ hội có thể sinh sống được có thể thấp hơn so với ước tính ban đầu.

## Phát hiện
Gliese 667 Cc lần đầu tiên được nhóm Tìm kiếm hành tinh vận tốc xuyên tâm độ chính xác cao (HARPS) của Đài thiên văn phía Nam của Châu Âu công bố trong bài viết trước khi in vào ngày 21 tháng 11 năm 2011 bằng phương pháp vận tốc xuyên tâm (phương pháp Doppler). Thông báo về một báo cáo tạp chí dẫn chiếu được các nhà nghiên cứu tại Đại học Göttingen và Viện Khoa học Carnegie giới thiệu vào ngày 2 tháng 2 năm 2012 và ủng hộ phát hiện của nhóm ESO HARPS.

## Trong khoa học viễn tưởng
Gliese 667 Cc có trong truyện "The Audience" (Khán giả) của Sean McMullen trong số ra tháng 6 năm 2015 của Analog Science Fiction and Fact (Viễn tưởng khoa học tương tự và Sự thật). Trong loạt phim nhượng quyền Alien vs Predator, Gliese 667 Cc là hành tinh đầu tiên được chuyển đổi giống như Trái Đất, do Weyland Corporation thực hiện vào năm 2039. Nó cũng được đề cập trong cuốn tiểu thuyết năm 2015 Not Alone (Không cô đơn) của Craig A. Falconer. Hành tinh này cũng được đề cập trong Arkwright. Gliese 667 Cc cũng là bối cảnh của trò chơi điện tử năm 2020 In Other Waters.